# 结构规则
在证明论中，结构规则是不提及任何逻辑连结词的推理规则，它直接操作于判断或相继式。结构规则通常模仿逻辑的元理论性质。拒绝一个或多个结构规则的逻辑被归类为亚结构逻辑。

## 常见结构规则
- 弱化，这里的相继式的假设或结论可以扩展到额外的数目。在符号形式中弱化规则可以写为

{\displaystyle {\frac {\Gamma \vdash \Sigma }{\Gamma ,A\vdash \Sigma }}} 在十字转门的左侧，和
{\displaystyle {\frac {\Gamma \vdash \Sigma }{\Gamma \vdash A,\Sigma }}} 在右侧。
- 紧缩，这里的在相继式同一侧两个相等的(或可合一的)成员可以替代为单一的一个成员(或公共实例)。符号化为:

{\displaystyle {\frac {\Gamma ,A,A\vdash \Sigma }{\Gamma ,A\vdash \Sigma }}} 和
{\displaystyle {\frac {\Gamma \vdash A,A,\Sigma }{\Gamma \vdash A,\Sigma }}}。在使用归结原理的自动定理证明中也叫做因子化。在经典逻辑中称为蕴含的幂等性。
- 交换，这里的在相继式同一侧的两个成员可以对换。符号化为:

{\displaystyle {\frac {\Gamma _{1},A,\Gamma _{2},B,\Gamma _{3}\vdash \Sigma }{\Gamma _{1},B,\Gamma _{2},A,\Gamma _{3}\vdash \Sigma }}} 和
{\displaystyle {\frac {\Gamma \vdash \Sigma _{1},A,\Sigma _{2},B,\Sigma _{3}}{\Gamma \vdash \Sigma _{1},B,\Sigma _{2},A,\Sigma _{3}}}}。(这也叫做排列规则)。
没有任何上述结构规则的逻辑将把相继式解释为纯粹的序列；带有交换规则它们就是多重集；带有紧缩和交换规则二者它们就是集合。
最著名的结构规则叫做切。证明论理论家花了相当的努力来证实切规则在各种逻辑中是多余的。更严格的说，证实了切只是(某种意义上)简化证明的工具，不能增加可以证明的定理。成功消除了切规则叫做切消定理，直接有关于规范化计算(参见lambda 演算)的哲学；它经常对给定逻辑的判定的复杂性给出好的指示。